# Morris Foster
Morris Foster (nascido em 26 de outubro de 1936) é um ex-ciclista irlandês que competiu no ciclismo nos Jogos Olímpicos de Verão de 1968, representando a Irlanda.